# Camañas
Camañas – gmina w Hiszpanii, w prowincji Teruel, w Aragonii, o powierzchni 78,67 km². W 2011 roku gmina liczyła 135 mieszkańców.